# Bruno-Pontecorvo-Preis
Der Bruno-Pontecorvo-Preis (russisch Премия имени Бруно Понтекорво) ist ein Preis für Elementarteilchenphysik, der seit 1995 vom JINR in Dubna zum Andenken an Bruno Pontecorvo verliehen wird. Dem Hauptarbeitsgebiet Pontecorvos entsprechend wurde der Preis vor allem für Neutrinophysik vergeben.
Er ist nicht mit dem Guido-Pontecorvo-Preis für Genetik der Universität Glasgow zu verwechseln.

## Preisträger
- 1995 Ugo Amaldi
- 1996 Lew Okun,[1] Semjon Gerschtein
- 1997 Klaus Winter für seine experimentelle Forschung auf dem Gebiet der Neutrino-Physik an Beschleunigern
- 1998 Wladimir Lobaschow (Institute for Nuclear Research, Moskau/Troizk) für Beiträge zur Physik der schwachen Wechselwirkung[2]
- 1999 Raymond Davis[3]
- 2000 Wladimir Gawrin,[4] Georgi Sazepin (JINR)[5]
- 2001 Nicholas Samios[6]
- 2002 Samoil Bilenki für theoretische Untersuchungen zu Neutrinooszillationen[7]
- 2003 Yōji Totsuka, für herausragende Beiträge zur Entdeckung atmosphärischer Muon-Neutrino-Oszillationen als Mitglied der Kamiokande- und (ab 1998) der Super-Kamiokande-Kollaboration; von 2003 bis 2006 war er Generaldirektor des KEK.[8]
- 2004 Arthur McDonald, Direktor des Sudbury Neutrino Observatory für den dortigen Nachweis solarer Neutrinooszillationen[9]
- 2005 Alexei Smirnow (ICTP), Stanislaw Michejew, Lincoln Wolfenstein für den MSW-Effekt[10]
- 2006 Atsuto Suzuki (KEK), für die Entdeckung von Reaktor-Antineutrino-Oszillationen und Geo-Antineutrinos in der KamLand Kollaboration[11]
- 2007 Antonino Zichichi für seine wesentlichen Beiträge zur Gründung des Gran-Sasso-Labors und zur Neutrinoforschung[12]
- 2008 Waleri Rubakow[13]
- 2009 Alexander Dolgow (ITEP) für fundamentale Beiträge zu Neutrinooszillationen und Neutrinokinetik in der Kosmologie, Henry W. Sobel (University of California, Irvine)[14][15]
- 2010 Yōichirō Suzuki, Direktor des Kamioka-Observatoriums und stellvertretender Direktor des Kavli Institute for the Physics and Mathematics of the Universe (IPMU), für seine Beiträge zum Nachweis atmosphärischer und solarer Neutrinooszillationen in der Super-Kamiokande-Kollaboration,[16] und Serguey Petcov (SISSA, Triest) für Wechselwirkungen von Neutrinos mit Materie und Eigenschaften von Majorana-Neutrinos[17]
- 2011 Stanley Wojcicki (Fermilab), für die Entwicklung des MINOS-Detektors und Forschungen zu Neutrinooszillationen[18]
- 2012 Ettore Fiorini[19]
- 2013 Luciano Maiani[20]
- 2014 Grigori Wladimirowitsch Domogazki[21], Koordinator des Baikal Neutrino Teleskops
- 2015 Gianpaolo Bellini[22] für seine herausragenden Beiträge zur Entwicklung von Nachweismethoden für Neutrinos niedriger Energie, deren Realisierung im Borexino-Detektor (im Gran Sasso) und die wichtigen Ergebnisse zu solaren und Geo-Neutrinos, die das Experiment lieferte.[23]
- 2016 Yifang Wang, Soo-Bong Kim, Kōichirō Nishikawa[24][25] für Neutrinoexperimente mit Kernreaktoren als Quelle.
- 2017 Gianluigi Fogli und Eligio Lisi für ihren innovativen Beitrag zur Entwicklung der globalen Analyse von Neutrinooszillationsdaten, die aus verschiedenen Experimenten erhalten wurden.
- 2018 Francis Halzen für seine führende Rolle bei der Entwicklung des IceCube-Detektors und der experimentellen Entdeckung von astrophysikalischen Neutrinos mit überhohen Energien.[26]
- 2019 Fabiola Gianotti[27]
- 2020 Kimio Niwa[28]